# Luna rossa (film 2001)
Luna rossa è un film del 2001 diretto da Antonio Capuano.

## Trama
Un pentito racconta al giudice che lo sta interrogando la storia della famiglia Cammarano. Una famiglia radicata nei sentimenti camorristi, che sin dagli inizi degli anni Settanta allarga il proprio potere sul territorio. Una forte determinazione, seguita da una violenza e compattezza di gruppo, ne costituiscono la forza. Il comando all'interno viene garantito da una rigida gerarchia fondata sul rispetto. I più giovani, però, cominciano a non credere più nell'organizzazione della struttura finché uno di loro (Oreste) si ribella, portando tutti verso un inevitabile massacro.

## Tematiche
L'autore ripropone in chiave contemporanea l'Orestea di Eschilo, trilogia tragica del teatro greco nella quale Oreste, figlio di Agamennone e di Clitennestra vendica l'assassinio del  padre, ucciso da Egisto, amante della madre.
Al protagonista, interpretato dal giovane Domenico Balsamo, è dato il medesimo nome del matricida eschileo.
I panni di Clitemnestra sono invece indossati da Licia Maglietta che paradossalmente si chiama però Irene come la dea della pace, nel film spietata donna di camorra che ordina l'uccisione del marito (Toni Servillo).
Servillo, l'Agamennone-Amerigo, è un capoclan (il nome Amerigo vuol dire potente nella sua patria) odiato da tutti, responsabile del sacrificio, così come Agamennone, di una delle sue figlie.
L'amante di Licia Maglietta è invece Antonino Iuorio al quale, curiosamente, viene dato il nome di Egidio che riecheggia quello di Egisto ma probabilmente con un riferimento all'Egidio dei Promessi Sposi, personaggio parimenti sciagurato.
La giovane Antonia Truppo è Orsola-Elettra, Susy Del Giudice è un'Elena di Troia rapita però da Agamennone anziché da Paride.

## Riconoscimenti
Questo film è riconosciuto come d'interesse culturale nazionale dalla Direzione generale Cinema e audiovisivo del Ministero per i beni e le attività culturali e per il turismo italiano, in base alla delibera ministeriale del 21 giugno 2001.
- 2001 - Festival di Venezia
  - Premio Pasinetti a Licia Maglietta
  - Candidatura Leone d'oro a Antonio Capuano
- 2002 - David di Donatello
  - Candidatura Migliore attrice protagonista a Licia Maglietta
- 2002 - Globo d'oro
  - Miglior attrice a Licia Maglietta

- 2002 - Nastro d'argento
  - Candidatura Regista del miglior film a Antonio Capuano
  - Candidatura Miglior produttore a Andrea De Liberato
  - Candidatura Migliore attrice protagonista a Licia Maglietta
  - Candidatura Migliore scenografia a Paolo Petti
  - Candidatura Miglior montaggio a Giorgio Franchini
  - Candidatura Migliori costumi a Metella Raboni